# شجاع‌آباد (کاشان)
شجاع‌آباد (کاشان)، روستایی از توابع بخش مرکزی شهرستان کاشان در استان اصفهان ایران است.

## جمعیت
این روستا در دهستان خرم‌دشت قرار دارد و براساس سرشماری مرکز آمار ایران در سال ۱۳۸۵، جمعیت آن ۶۸ نفر (۲۵خانوار) بوده‌است.
که طبق آمار ۱۴۰۳ به ۲۰۰خانوار رسیده